# Улица Авиаконструктора Сухого
У́лица Авиаконстру́ктора Сухо́го (название с 2004 года) — улица в Северном административном округе города Москвы на территории Хорошёвского района. Пролегает от Проектируемого проезда № 6161 до пересечения с юго-восточной частью взлётно-посадочной полосы Ходынского Поля.

## Происхождение названия
Название утверждено 30 марта 2004 года в честь знаменитого советского авиаконструктора Павла Сухого (1895—1975).

## История
Образована путём переименования и объединения в одну улицу Проектируемых проездов № 5490 и № 5509.

## Здания и сооружения
По нечётной стороне:
- территория «ОКБ Сухого» и «ЗАО ГСС»

По чётной стороне:
- Дом 2 — жилой комплекс «Лица».
- Дворец спорта «Мегаспорт» (Ледовый дворец спорта на Ходынке).

## Транспорт
Автобусы: 84, 101, 207, 818. У ледового дворца находится конечная остановка для маршрутов 101, 207.